# Feldbahn Issé–Abbaretz
| Dampflokomotive mit Decauville-Kipploren in Issé an der Kreuzung der Kreuzung der Straßen nach Saint-Vincent-des-Landes und Châteaubriant. |                     |                                  |                                  |
| Streckenverlauf bei Les Nonneries und La Duchetais |                     |                                  |                                  |
| Streckenlänge: | ca. 20 km           |                                  |                                  |
| Spurweite: | 600 mm (Schmalspur) |                                  |                                  |
| |                     |                                  |                                  |
| \| \| \| Bahnstrecke Nantes–Châteaubriant \| \| \| \| Bahnhof Issé \| \| \| \| Le Houx \| \| \| \| La Jahotière \| \| \| \| La Lirais \| \| \| \| La Chevrolière \| \| \| \| Les Nonneries \| \| \| \| La Duchetais \| \| \| \| Bahnhof Abbaretz \| \| \| \| Bahnstrecke Nantes–Châteaubriant \| \| \| \| Bahnhof Abbaretz \| \| \| \| La Placière \| |                     |                                  |                                  |
| Bahnhof quer |                     | Bahnstrecke Nantes–Châteaubriant | Bahnstrecke Nantes–Châteaubriant |
| Betriebs-/Güterbahnhof Streckenanfang (Strecke außer Betrieb) |                     | Bahnhof Issé                     | Bahnhof Issé                     |
| Dienststation / Betriebs- oder Güterbahnhof (Strecke außer Betrieb) |                     | Le Houx                          | Le Houx                          |
| Abzweig geradeaus und nach links (Strecke außer Betrieb) · Betriebs-/Güterbahnhof Streckenende und quer (Strecke außer Betrieb) |                     | La Jahotière                     | La Jahotière                     |
| Abzweig geradeaus und nach links (Strecke außer Betrieb) · Betriebs-/Güterbahnhof Streckenende und quer (Strecke außer Betrieb) |                     | La Lirais                        | La Lirais                        |
| Dienststation / Betriebs- oder Güterbahnhof (Strecke außer Betrieb) |                     | La Chevrolière                   | La Chevrolière                   |
| Dienststation / Betriebs- oder Güterbahnhof (Strecke außer Betrieb) |                     | Les Nonneries                    | Les Nonneries                    |
| Dienststation / Betriebs- oder Güterbahnhof (Strecke außer Betrieb) |                     | La Duchetais                     | La Duchetais                     |
| Betriebs-/Güterbahnhof Streckenende (Strecke außer Betrieb) |                     | Bahnhof Abbaretz                 | Bahnhof Abbaretz                 |
| Bahnhof quer |                     | Bahnstrecke Nantes–Châteaubriant | Bahnstrecke Nantes–Châteaubriant |
| Kopfbahnhof Streckenanfang, rechts und Streckenende (Strecke außer Betrieb) |                     | Bahnhof Abbaretz                 | Bahnhof Abbaretz                 |
| Kopfbahnhof Streckenende, rechts und Streckenende (Strecke außer Betrieb) |                     | La Placière                      | La Placière                      |

Die Feldbahn Issé–Abbaretz war eine etwa 20 km lange Decauville-Bahn von den Eisenerz-und Kassiterit-Tagebau-Bergwerken bei Le Houx zu den Bahnhöfen von Issé und Abbaretz im französischen Département Loire-Atlantique in der Region Pays de la Loire, die  insbesondere um 1913–1922 und 1928–1930 betrieben wurde.

## Eisenerz-Bergbau
Bei Abbaretz gab es ein unterirdisches Eisenerzvorkommen, das eine Linse von 30 bis 50 Metern Breite und 5 bis 6 Kilometern Länge bildete. Es gab dort mehrere Abbaustätten:
- La Jahotière
- Les Nonneries
- Le Houx
- La Placière
- La Duchetais
- La Lirais
- La Chevrolière[1]

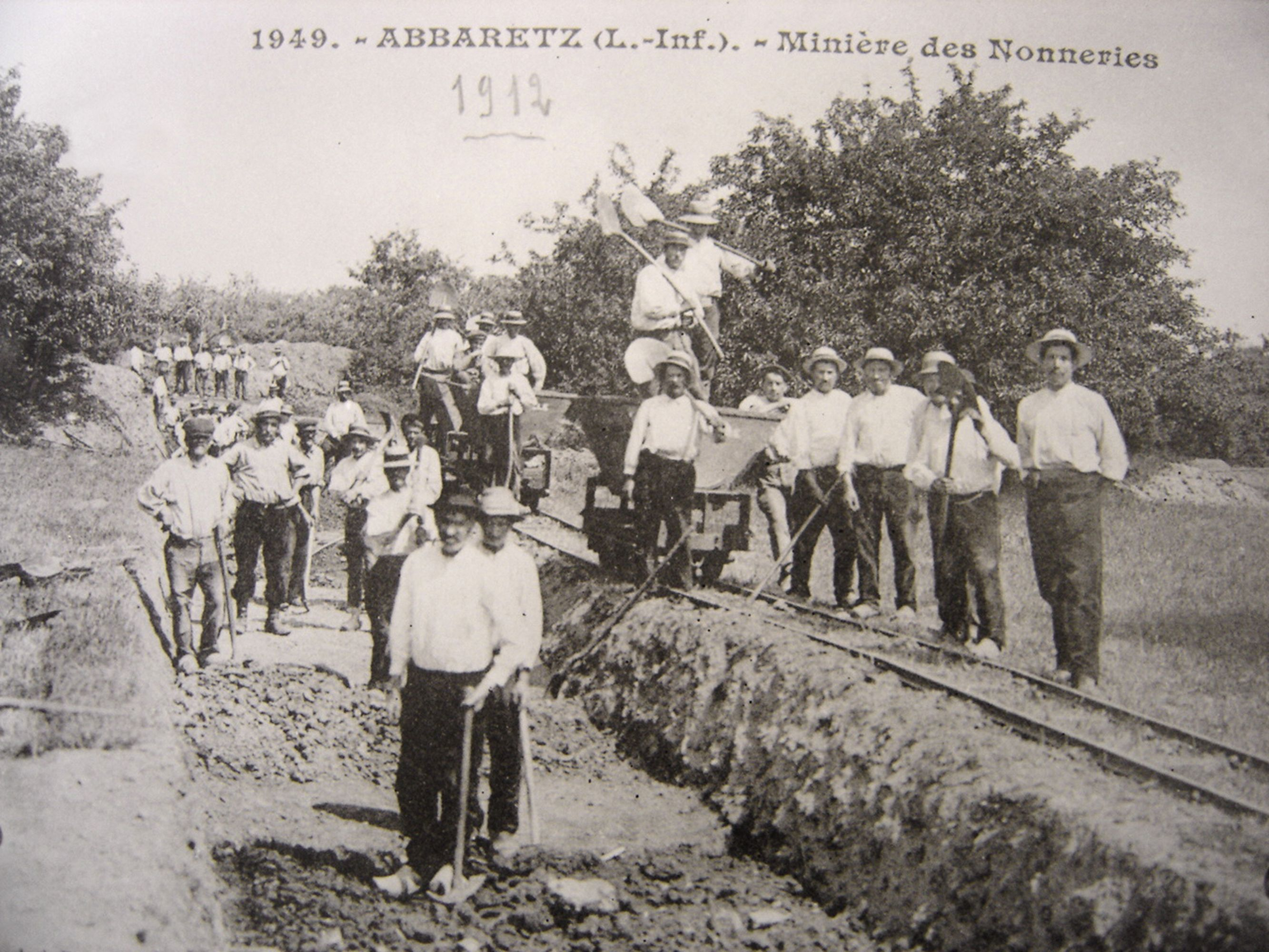
Les Nonneries
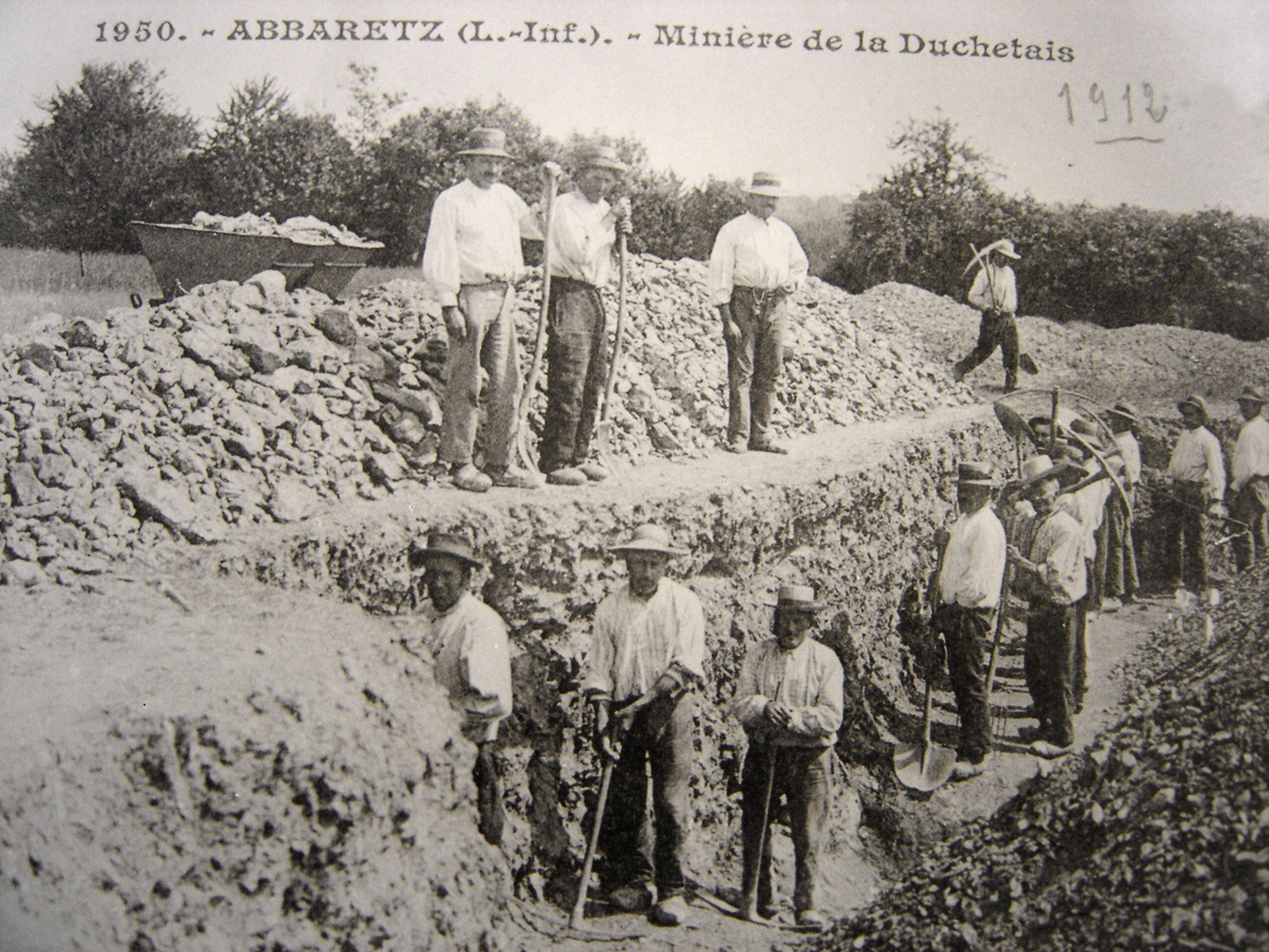
La Duchetais
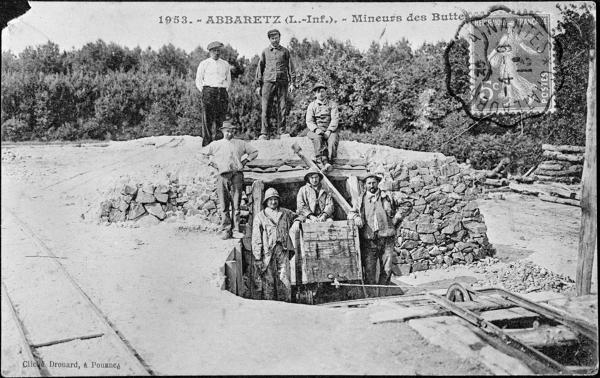
La Butte
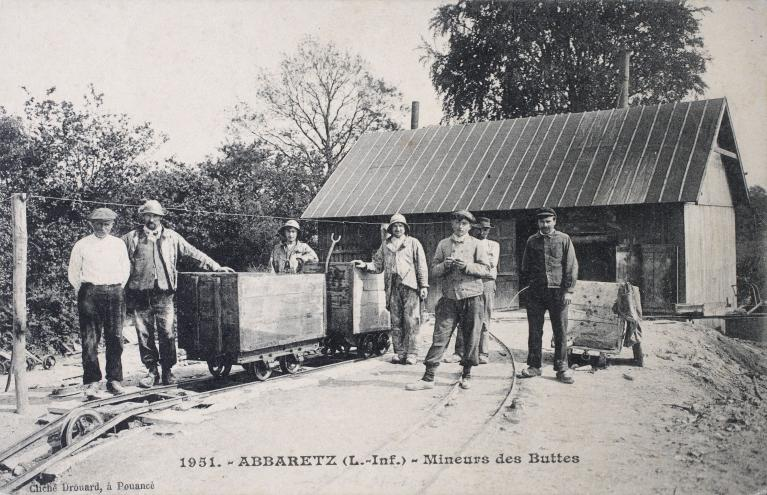
La Butte

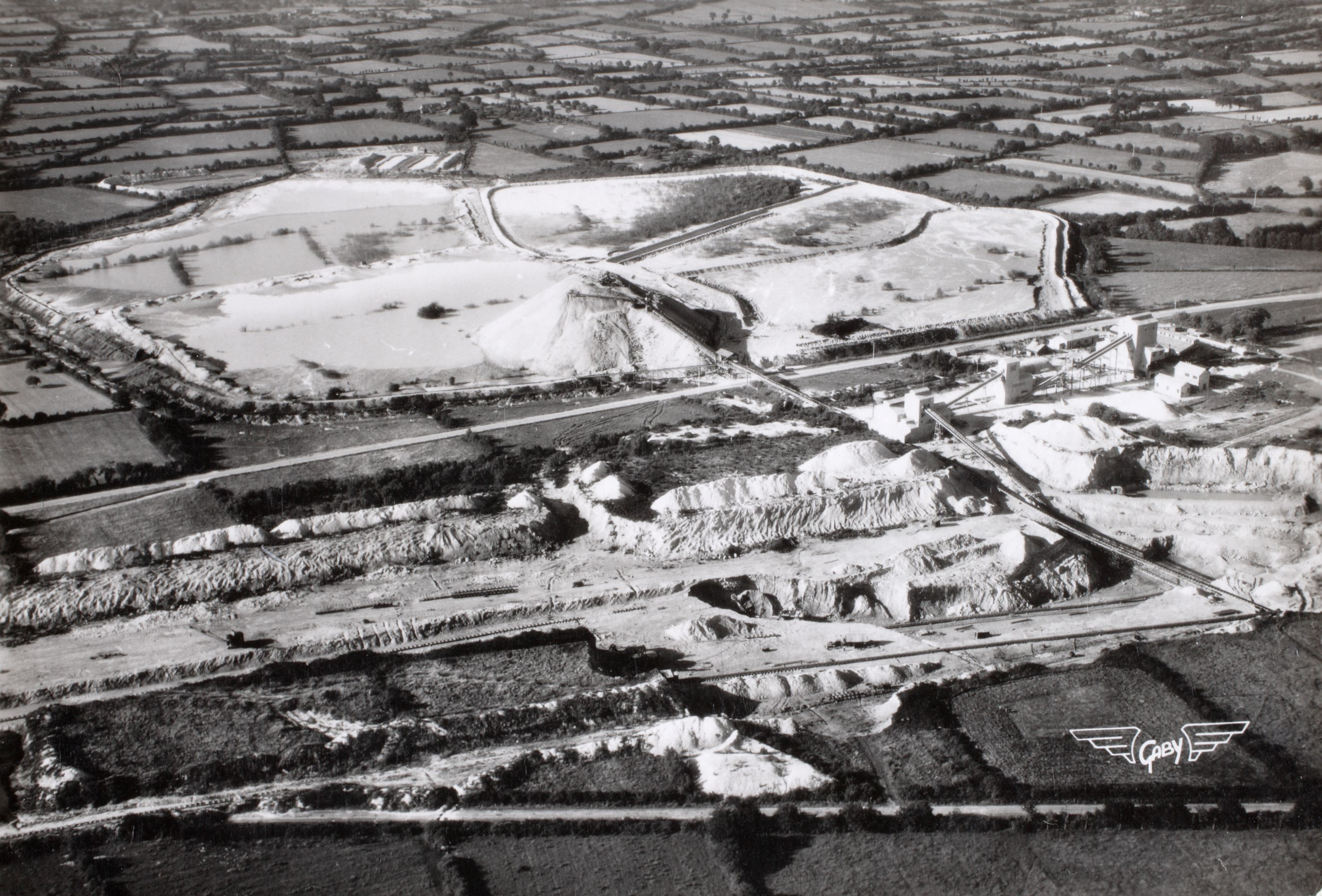
Luftaufnahme der Feldbahn bei Abbaretz, 1955–1960

Der Eisenerz-Abbau erfolgte in Abschnitten seit Anfang des 19. Jahrhunderts bis 1931 mit zwei wichtigen Phasen zwischen 1913 und 1922 sowie 1928 und 1930. Die Standorte wurden von mehreren Unternehmen betrieben:
- Mines de fer de l'Anjou et des forges de Saint-Nazaire (1882, Le Houx)
- Honorat Borie (1911, Les Placières)
- Mines de fer de Segré (1913, Le Houx, La Duchetais, Les Placières)
- Compagnie minière armoricaine devenue les mines de fer de Bretagne (1913, Les Nonneries)
- Société métallurgique de Basse-Loire (1920, Le Houx, Les Placières)
- Château-Rouge (1927, Le Houx, Les Nonneries, La Duchetais)

Im Jahr 1912 fördern 118 Arbeiter 27.282 Tonnen Erz. Das Eisenerz wurde mit der Feldbahn über ein auf der Straße verlegtes Decauville-Gleis, das die Bahnhöfe von Abbaretz und Issé verband sowie mit Lastwagen zu einem der beiden Bahnhöfe gebracht und von dort mit der Normalspurbahn nach Nantes, Chantenay und Saint-Nazaire in die Fabriken von Trignac verfrachtet. Die Aufgabe der Minen erklärt sich durch den hohen Siliziumgehalt, der manchmal über 20 bis 25 % betrug, und die zu hohen Transportkosten.

### Betrieb der Eisenerz-Bergwerke

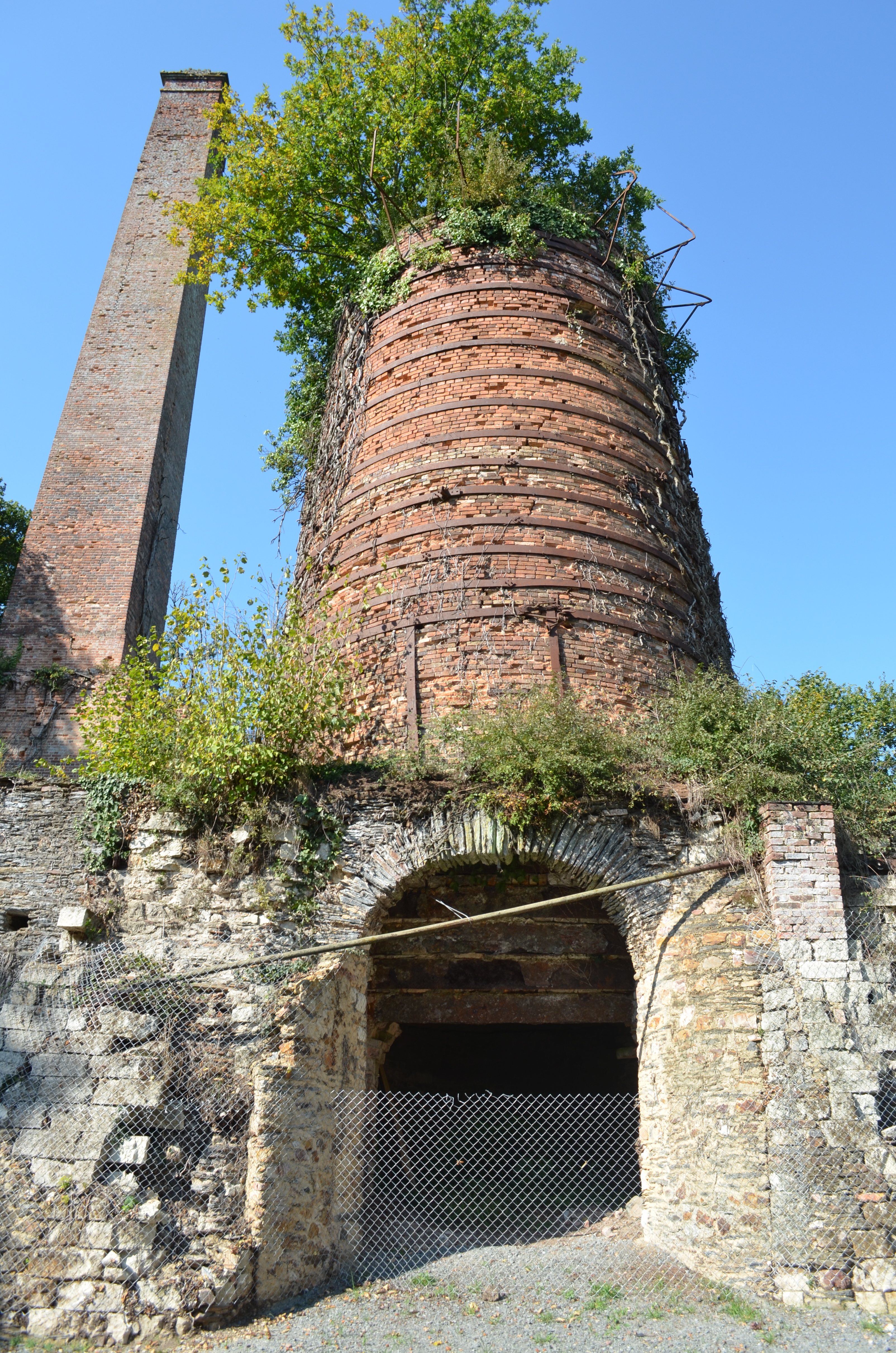
Hochofen von La Jahotière, 2011

- Das Bergwerk La Jahotière wurde von 1826 bis 1863 betrieben und versorgte die Hochöfen von Jahotière mit Roheisen. Das Bergwerk und die Schmiede wurden 1863 geschlossen, da sie der englischen Konkurrenz nicht standhalten konnten.
- Die vier Steinbrüche von Les Nonneries wurden um 1927 von der Société d'exploitation minière du Château Rouge betrieben. Im Jahr 1928 förderten 75 Arbeiter, darunter etwa 30 Ausländer, etwa 25 bis 35 Tonnen Erz pro Tag. Zwischen den Steinbrüchen und der Halde am Rand der Straße von Abbaretz nach La Meilleraye wurde das Erz von Pferden gezogen. Das Erz wurde dann von einer Lokomotive zum Bahnhof transportiert. Im Jahr 1929 gab es nur noch 13 Arbeiter bei einer Produktion von 16 bis 20 Tonnen pro Tag.
- Im Bergwerk le Houx arbeiten um 1920 durchschnittlich 40 Arbeiter. Die Tagesproduktion betrug 35 Tonnen, die über eine 5 km lange Schmalspurbahn zum Bahnhof von Issé exportiert wurden. Im Jahr 1929 erfolgte der Abtransport mit LKWs bis zur Minière des Nonneries und von dort mit der Decauville-Bahn bis zum Bahnhof von Abbaretz.
- Die Bergwerke Les Placières betrieben zwei Abbaustätten. Der Transport zum Bahnhof von Abbaretz erfolgte mit Karren oder Lastkraftwagen. Im Jahr 1920 arbeiteten dort etwa zwölf Arbeiter für eine Tagesproduktion von 10 Tonnen.
- Das Bergwerk La Duchetais hatte eine einzige halbkreisförmige Tagebau-Abbaustelle mit einer 60 m langen Abbaufront und einer Höhe von 3 bis 4 Metern. Im Jahr 1929 beschäftigte es 20 Arbeiter mit einer Produktion von 50 bis 60 Tonnen pro Tag. Im folgenden Jahr produzierten nur noch 4 Arbeiter 10 Tonnen pro Tag. Das Erz wurde über die Feldbahn, die Les Nonneries mit dem Bahnhof Abbaretz verband, abtransportiert.[2]

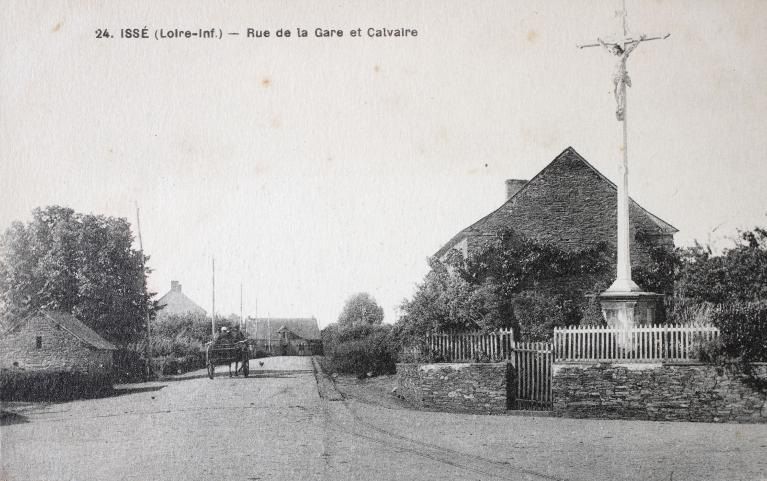
Issé, Bahnhofsplatz und Kalvarienberg
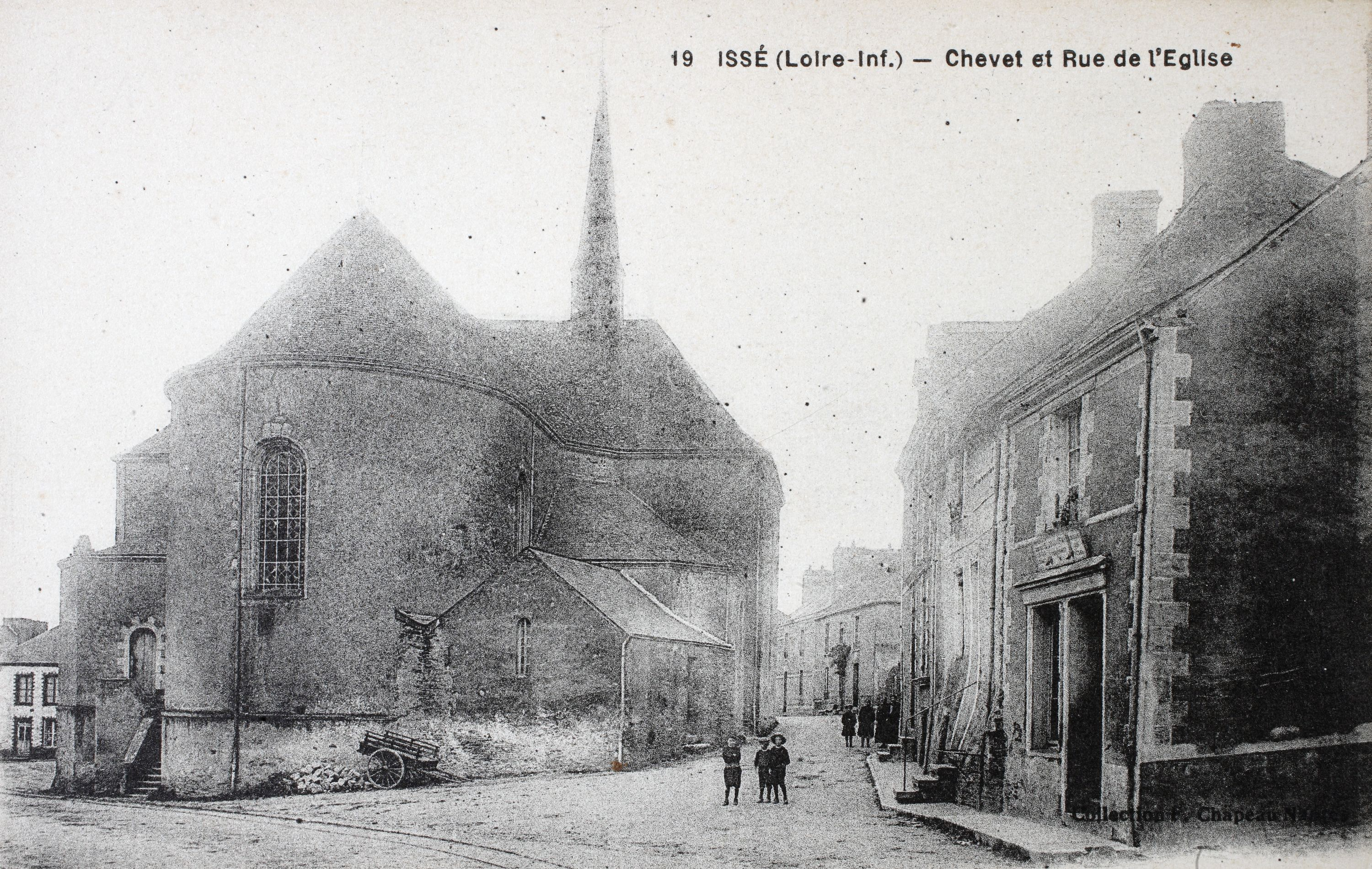
Issé, Feldbahngleis bei der Apsis der Kirche
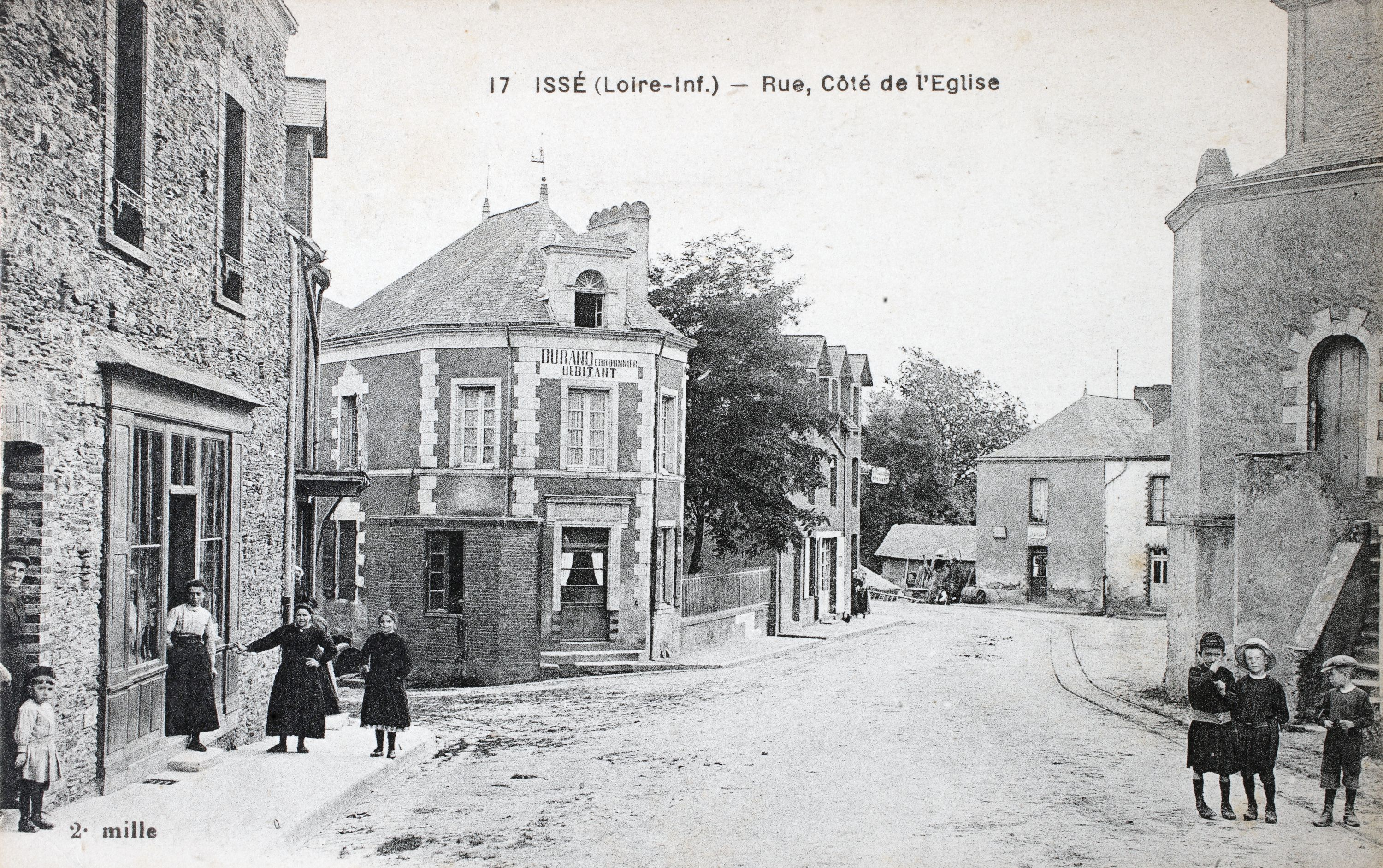
Issé, Feldbahngleis an der Sakristei der Kirche
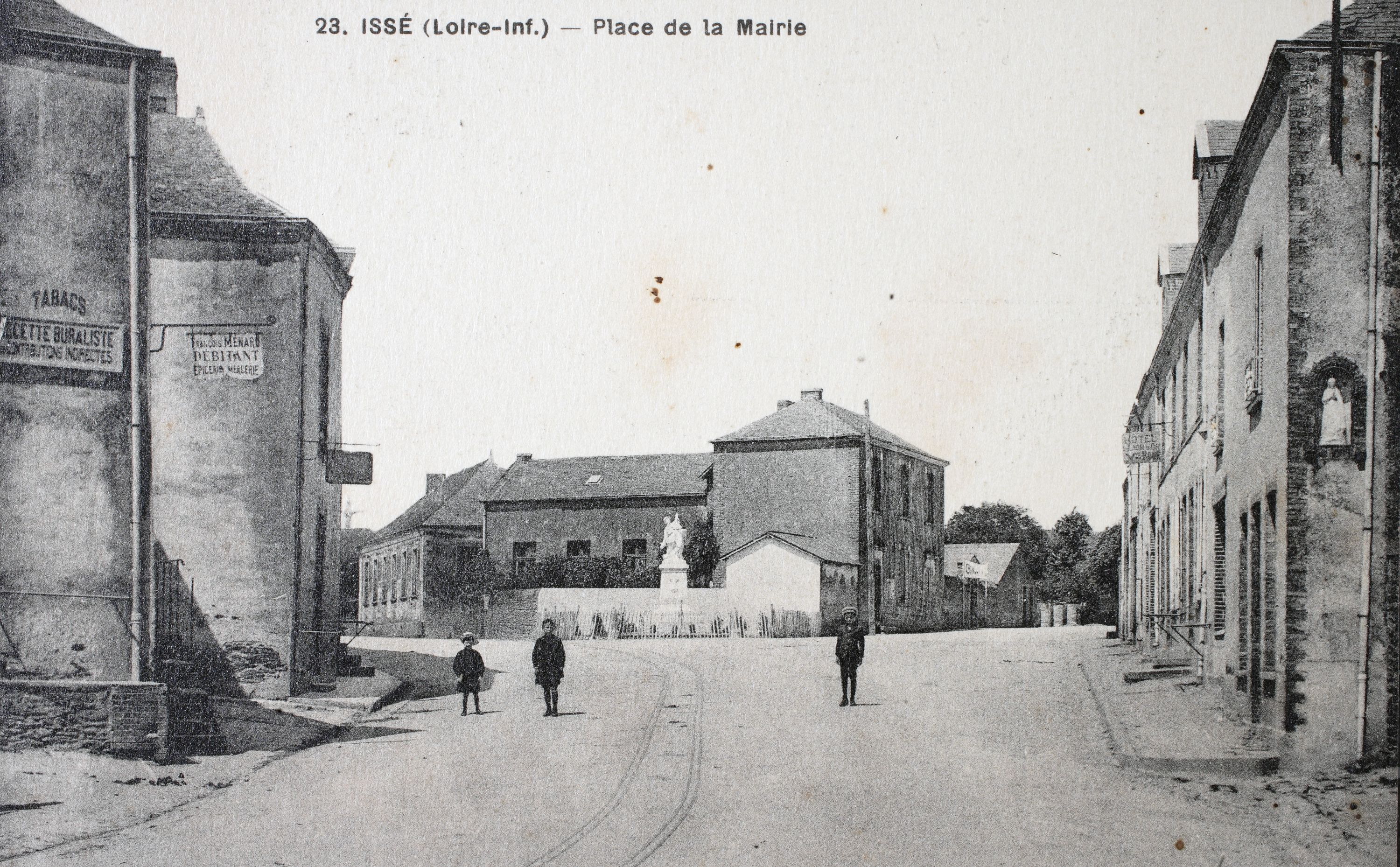
Issé, Rathausplatz

## Zinn-Bergbau

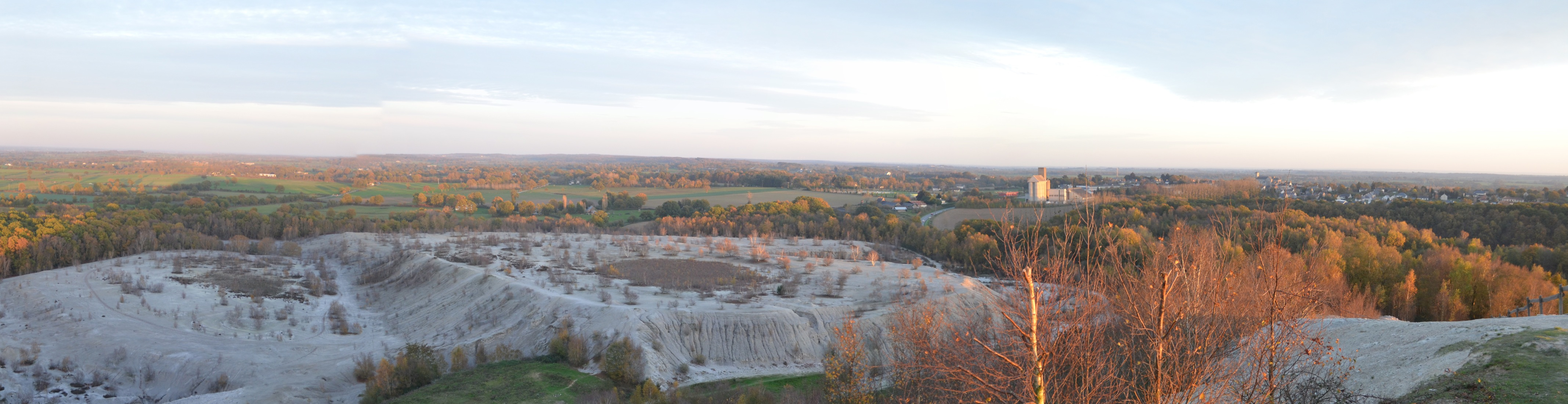
Panorama der Abraumhalde der ehemaligen Kassiterit-Bergwerke von Abbaretz, 2011

Zwischen Abbaretz und Nozay gab es außerdem spätestens seit der gallo-römischen Zeit Zinnbergbau. 1911 begann die Société Nantaise des Minerais de l’Ouest (SNMO) mit etwa dreißig Bergleuten mit der Ausbeutung von Zinn- und Metallminen. Machbarkeitsstudien, die zwischen 1942 und 1944 durchgeführt wurden, ergaben eine tragfähige Lagerstätte für den Tagebau. Dieser Betrieb des „Bloc Hector Pétin“ auf dem Gelände von Bois Vert begann 1952. Er endete 1957 nach der Produktion von 3.750 Tonnen Kassiterit, einem Mineral, das aus Zinndioxid besteht. Die Konzession des Bergwerks Abbaretz für die Gewinnung von Zinn endete im Jahr 2004. Da der Inhaber des Titels verschwunden ist, wird die Konzession de facto als verwaist bezeichnet. Der Staat übernahm die bergbaulichen Verbindlichkeiten und die Garantenpflicht für die Sicherheit der Standorte.

### Heutige Nutzung der Abraumhalde von Abbaretz

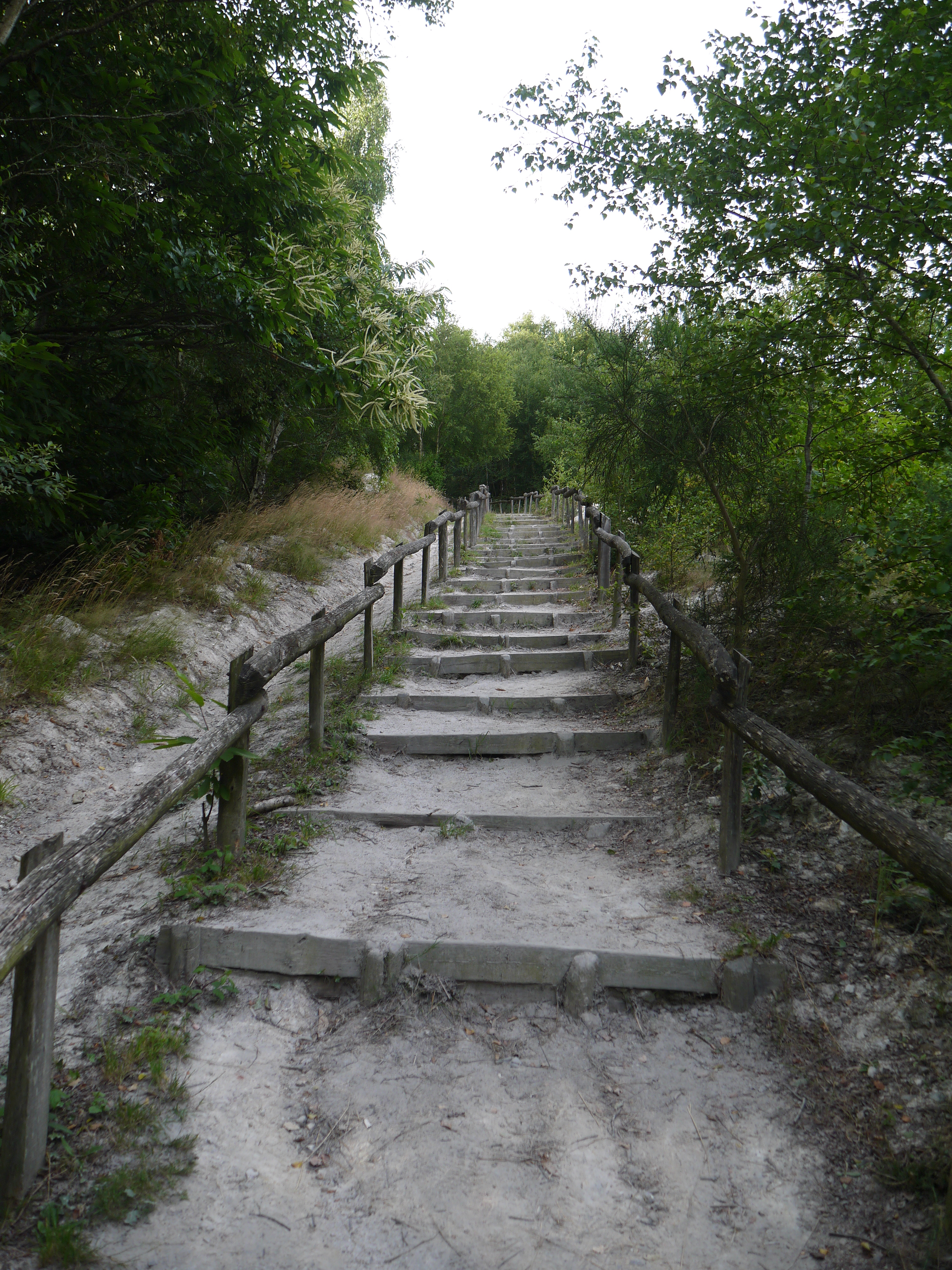
Wanderweg auf der Abraumhalde von Abbaretz

Im Anschluss an eine staatlich beauftragte DREAL-Studie zur Kompatibilität der Abraumhalde Abbaretz (franz. Terril d’Abbaretz) bei Nozay mit Freizeit-Nutzungen (Wandern) wurden  2019 und 2021 Arbeiten zur Sicherung und Erschließung des ehemaligen Bergbaugeländes durchgeführt. Die Studie hatte verschiedene Risiken für die Nutzer dieses Geländes aufgezeigt, die sich aus der früheren Ausbeutung einer Zinnlagerstätte ergeben: die Gefahr des Einatmens von Staub, der stark mit Metallen wie Arsen belastet ist, sehr saures Wasser und die Gefahr des Einsturzes bestimmter Schluchten, die in Abhängigkeit von den klimatischen Bedingungen gelegentlich instabil sind und zu meist langsam verlaufenden Erdrutschen führen. Die Sicherheit soll durch die Installation neuer Zäune und Beschilderungen erhöht werden, die verhindern sollen, dass Wanderer innerhalb des von Schluchten übersäten Geländes herumlaufen und von den steilen Böschungen in die tiefen Rinnen abrutschen. Auf einigen Wegabschnitten wurden Holzstege installiert, um die Wasserzirkulation nicht zu stören. Das Gelände ist nur für Fußgänger erschlossen, wohingegen Trailrunning, Radfahren, Mountainbiken, BMX-Radeln, Reiten sowie die Verwendung von anderen Fahrzeugen mit oder ohne Motor auf dem gesamten Gelände ausdrücklich verboten sind.